# Elysia hendersoni
Elysia hendersoni is een slakkensoort uit de familie van de Plakobranchidae. De wetenschappelijke naam van de soort is voor het eerst geldig gepubliceerd in 1899 door Eliot.